# 梅納德 (明尼蘇達州)
梅納德（英語：Maynard）是一個位於美國明尼蘇達州契皮瓦縣的城市。

## 人口
根據2020年美國人口普查的數據，梅納德的面積為1.55平方千米，當中陸地面積為1.55平方千米，而水域面積為0.00平方千米。當地共有人口319人，而人口密度為每平方千米206人。